# Siège de Pondichéry (1748)
Pour les articles homonymes, voir Siège de Pondichéry.
Première guerre carnatique
Batailles
- Négapatam (1746)
- Madras (1746)
- Adyar (1746)
- Gondelour (1748)
- Pondichéry (1748)

Le siège de Pondichéry est un événement de la guerre de Succession d'Autriche ayant eu lieu d’avril à septembre 1748.
Le 10 novembre 1746, peu de temps après la bataille de Négapatam, La Bourdonnais avait enlevé Madras aux Anglais avec une escadre composée d’un seul vaisseau et de cinq navires marchands armés en guerre. Ceux-ci vinrent mettre, par représailles, le siège devant Pondichéry, le 29 avril 1748, avec treize vaisseaux de guerre et dix-neuf bâtiments de transport, montés de quatre mille sept cents hommes, auxquels se joignirent quatre mille hommes de troupes indiennes.
Quoiqu’il n’eût que des forces bien inférieures, Dupleix défendit la place avec vigueur et, le 30 septembre suivant, il força les Anglais à lever le siège, après quarante-deux jours de tranchée ouverte.